# Hinode, Tokyo

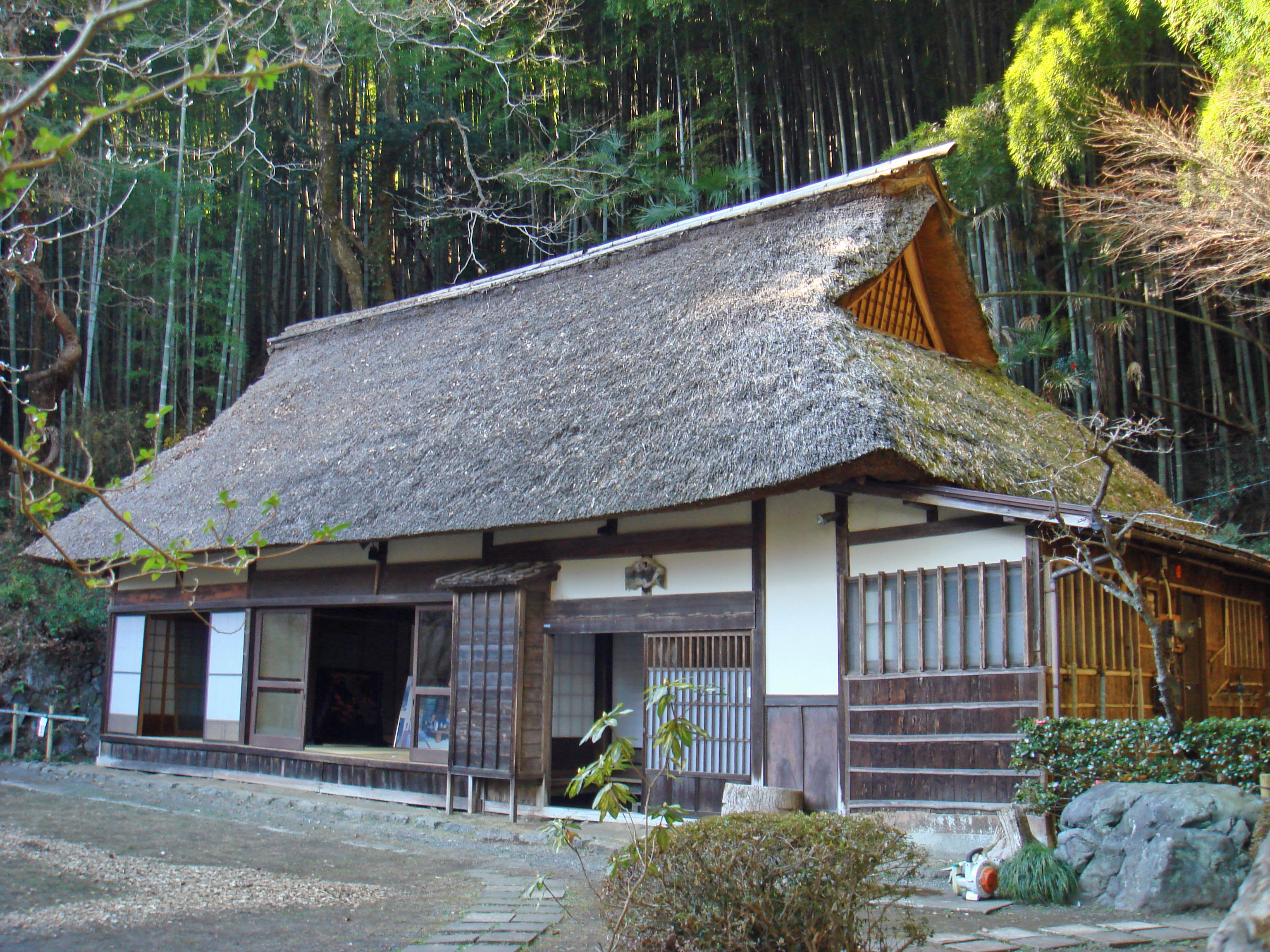
Hinde Seiundo, Nơi an dưỡng tuổi già của cựu thủ tướng Nakasone Yasuhiro

Hinode (日の出町 (Nhật Xuất đinh) Hinode-machi) là một thị trấn nằm phía tây của thủ đô Tokyo và nằm vị trí trung tâm vùng Kantō của Nhật Bản. Tính đến  ngày 1 tháng 2 năm 2016, ước tính thị trấn có dân số là 17,141 người và mật độ dân số là 611 người/km². Nó có tổng diện tích là 28,07 kilômét vuông (10,84 dặm vuông Anh).

## Địa lý
Hinode nằm ở dưới chân của dãy núi Okutama phía tây Tokyo. Điểm cao nhất là núi Hinode cao 902 m. Các sông Hirai và Ōguno chảy qua thị trấn.

## Các đô thị lân cận
- Tokyo
  - Ōme
  - Akiruno

## Lịch sử
Các khu vực ngày nay của Hinode là một phần của Tỉnh Musashi (cũ). Trong bài viết - Duy Tân Minh Trị, cải cách địa chính vào 22 tháng 7 năm 1878, khu vực này đã trở thành một phần của Nishitama thuộc Kanagawa. Những ngôi làng đã được tạo ra ở Hirai và Ōguno từ 01 tháng 4 năm 1889 với sự thiết lập luật lệ ở thành phố. Nishitama đã được chuyển giao quản lý hành chính cho Tokyo vào ngày 1 tháng 4, 1893. Làng Hinode được thành lập vào năm 1955 bởi sự sáp nhập của Hirai và Ōguno. Hinode được nâng lên thành thị trấn vào ngày 1 Tháng 6 năm 1974.
Cựu thủ tướng Yasuhiro Nakasone đã có một ngôi nhà Hinode Sansō ở Hinode. Năm 1983, khi ông đang làm việc ở văn phòng, Nakasone mời Tổng thống Mỹ Ronald Reagan tới và tổ chức hội nghị thượng đỉnh Mỹ-Nhật Bản trong một bầu không khí thân mật để thiết lập các mối quan hệ thân thiện. Sau khi từ chức thủ tướng, Nakasone cùng cựu Tổng thống Hàn Quốc Chun Doo-hwan, cựu Thủ tướng Liên Xô Mikhail Gorbachev và nhiều nhân vật quan trọng khác của thế giới, bao gồm cả nhà nghỉ miền quê của một số đại sứ Mỹ. Nakasone tặng căn nhà cho thị trấn Hinode vào năm 2006 và hiện nay nó được duy trì như một công viên công cộng.

## Kinh tế
Lâm nghiệp và chế biến gỗ là ngành công nghiệp quan trọng. Liễu sam và hinoki rất quan trọng về mặt kinh tế. Hinode sản xuất 200,000 quan tài là hàng năm, xếp hạng đầu tiên tại Nhật Bản.

## Giáo dục
Hinode có ba trường tiểu học công lập (Hirai, Honjuku, và Ōguno) và hai trường trung học công lập (Hirai và Ōguno). Thị trấn không có trường trung học. Nhưng Đại học châu Á có một khuôn viên thuê mướn nằm ở thị trấn.

## Giao thông vận tải

### Đường sắt
- Hinode không được phục vụ bởi bất kỳ các tuyến đường sắt chở khách.

### Quốc lộ
- Đường cao tốc Ken-O - Hinode IC.